# کسری نوری
کسری نوری (زادهٔ ۶ تیر ۱۳۶۹) فعال سیاسی، روزنامه‌نگار و از مخالفان حکومت جمهوری اسلامی است. او که نزدیک به یک دهه از عمرش را در زندان‌های ایران سپری کرده، آخرین بار در اعتراضات گلستان هفتم بازداشت شد. یکی از اتهامات او رهبری این اعتراضات بود. جمهوری اسلامی برای معامله با کسری نوری، سناریوسازی و روایت حکومتی از اعتراضات اعضای خانواده‌اش؛ شکوفه یداللهی، امیر و پوریا نوری را هم بازداشت کرد. این زندانی سیاسی سابق دستکم پنج بار در مقاطع مختلف بازداشت شده‌است.
در روز جهانی آزادی مطبوعات ۲۰۲۱ کسری نوری از سوی ائتلاف مطبوعات آزاد در فهرست ۱۰ روزنامه‌نگاری که در جهان زیر بیشترین فشار و آزارهای حکومتی هستند قرار گرفت.

## پیشینه
کسری نوری در ۶ تیر ۱۳۶۹ در بندرعباس زاده شد. پدر او مسعود نوری، وکیل دادگستری و از اعضای هیئت مدیره کانون وکلا بود. مادرش شکوفه یداللهی و برادرانش پوریا نوری و امیر نوری هستند. مسعود نوری در سال ۱۳۸۹ در پی حمله قلبی درگذشت.
کسری نوری سال ۱۳۸۷ در رشته مهندسی عمران مشغول به تحصیل شد. او از سال ۱۳۹۱ در هنگام زندانی بودنش مدرک کارشناسی رشته حقوق را دریافت کرد. نوری پس از یک دوره ۴ ساله زندان در سال ۱۳۹۶ در مقطع کارشناسی ارشد رشته حقوق بشر در دانشگاه تهران پذیرفته شد و به تحصیلات خود در ایران ادامه داد که دوباره بازداشت شد.
این فعال سیاسی در زندان‌های اوین، رجایی‌شهر، فشافویه، عادل‌آباد، نظام شیراز و بازداشتگاه‌های پلاک ۱۰۰ و ۲۰۹ زندانی بوده‌است.

## نخستین بازداشت
نخستین بازداشت او در ۲۱ دی ۱۳۹۰ در خانه خود با هجوم نیروهای لباس شخصی رخ داد. او ۴۶ روز را در اداره اطلاعات شیراز گذراند و سپس با وثیقه ۵۰ میلیون تومانی آزاد شد. آزادی موقت این زندانی سیاسی دو هفته بیشتر طول نکشید؛ او بار دوم در ۲۴ اسفند همان سال توسط مأموران لباس شخصی پس از صحبت دربارهٔ وضعیت زندان محل نگهداری خود و موضع‌گیری علیه جمهوری اسلامی در خانه خود بازداشت شد. کسری نوری پس از گذشت ۱۵ ماه بازداشت موقت و با بی‌صلاحیت دانستن دادگاه خود در اردیبهشت سال ۱۳۹۲ به چهار سال و چهار ماه زندان محکوم شد.
آزادی و استقبال مردمی در شیراز
کسری نوری در ۵ آبان ۱۳۹۴ پس از چهار سال زندان از زندان اوین آزاد شد. بنابر یادداشت منتشر شده از نزدیکان وی این آزادی پنج روز به تأخیر افتاده بوده که به اجتماع چند روزه دراویش مقابل زندان اوین انجامید.
کسری نوری پس از آزادی به دیدار نورعلی تابنده رفت. سحام‌نیوز، وبگاه نزدیک به مهدی کروبی نیز از ورود نوری به فرودگاه شیراز یک هفته پس از آزادی خبر داد. در این گزارش آمده این حضور با استقبال مردمی مواجه شد.

## میدان انقلاب
کسری نوری در ۳ دی ۱۳۹۶ در پیاده‌رو میدان انقلاب تهران برای چند ساعت توسط مأموران امنیتی بازداشت شد، این دانشجوی ارشد حقوق بشر دانشگاه تهران همزمان با تجمعی که در میدان انقلاب بود در هنگام خروج از دانشگاه در حوالی میدان بازداشت و وقتی از دادن گوشی موبایل خود به مأموران خودداری کرده، با او برخورد شده بود.

## اعتراضات دی ۱۳۹۶
کسری نوری در سومین روز ناآرامی‌ها ۱۳۹۶ در ایران، بازداشت شد. او از ۹ دی ۱۳۹۶ در اعتراض به بازداشت غیرقانونی خود و چهار تن از دوستانش توسط سپاه ثارالله در بیمارستان دی دست به اعتصاب غذا زد. این بازداشت در ساعات پایانی شب، در طبقهٔ همکف و محوطهٔ بیمارستان دی، با شلیک تیر هوایی، استفاده از شوکر و اعمال خشونت همراه بود. در ۱۰ دی ۱۳۹۶ همزمان با این اعتصاب غذا دراویش، مقابل زندان اوین تحصن کردند و خواستار آزادی او شدند. در ۱۳ دی ۱۳۹۶ به مادر کسری نوری گفته شد به تحصن کنندگان بگوید یا از جلوی اوین بروید یا همه شما را بازداشت می‌کنیم.
در ۱۴ دی ۱۳۹۶ پس از چند روز بی‌خبری بی‌بی‌سی از تماس تلفنی کوتاه کسری نوری با خانواده اش خبر داد و دو روز بعد کسری نوری بدون اطلاع و بصورت محرمانه به زندان رجایی شهر منتقل شد. دیده‌بان حقوق بشر از عدم دسترسی وکیل به نوری و سه درویش بازداشتی خبر داد.
در ۱۹ دی ۱۳۹۶ بی‌بی‌سی به نقل از شکوفه یداللهی از قول آزادی او تا ۴۸ ساعت آینده خبر داد و پس از آن خبر حمله به تحصن دراویش با پرتاب گاز اشک‌آور منتشر شد. گاردین هم از ادامهٔ بی‌خبری دربارهٔ محل نگهداری کسری نوری در مصاحبه با یکی از اعضای خانواده وی گفت.
سرانجام در ۲۰ دی ۱۳۹۶ تحصن شبانه‌روزی دراویش مقابل زندان اوین ثمر داد. اعتصاب غذای یازده روزه پایان یافت و او بی‌قید و شرط به همراه چهار دانشجوی درویش بازداشتی آزاد شدند.

## گلستان هفتم - بازداشت خانوادگی
باگذشت یک ماه از درگیری‌های گلستان هفتم؛ کسری نوری، شکوفه یداللهی، پوریا نوری و امیر نوری در حالی که به شدت مورد ضرب و شتم قرار گرفته بودند در ۱ اسفند ۱۳۹۶ بازداشت شدند.
سازمان اطلاعات سپاه پاسداران و وزارت اطلاعات به قوه قضائیه گفته بودند که برای معامله با کسری نوری و سناریوسازی روایت حکومتی از اعتراضات به اعضای خانواده‌اش نیاز دارند و نباید آزاد شوند.
جزئیات تکان‌دهنده‌ای از نحوهٔ بازداشت خونبار و شکنجه خانوادهٔ نوری پس از پنج سال در بی‌بی‌سی منتشر شد.
سازمان بین‌المللی آزادی بیان و گزارشگران بدون مرز نسبت به وضعیت کسری نوری، پس از بازداشت عمیقاً ابراز نگرانی کردند و نبود شفافیت، عدم پاسخگویی مسؤلان قضایی دربارهٔ بازداشت، سلامت و چرایی بستری شدن او در بیمارستان را غیرقابل پذیرش دانستند.
دی ولت آلمان در بیانیه‌ای به بازداشت او برای سومین بار اعتراض کرد و گفت مبارزه با جمهوری اسلامی حتی با تهیه گزارش و پوشش اعتراض با خطر جدی مواجه می‌شود.
پس از دو سال اعضای خانواده در بهمن ۱۳۹۸ آزاد شدند. کسری نوری هم پس از پنج سال و یکماه آزاد شد.

### ۱۰۰ روز در سلول انفرادی
شهریور ۱۳۹۷ با حمله به تحصن دوماهه در زندان فشافویه که در اعتراض به بدرفتاری با زنان درویش در زندان قرچک رخ داده بود؛ به دستور نهادی امنیتی امیر و کسری نوری پس از شش ماه بازداشت موقت و صدور احکام خانوادگی برای آنها، به سلول انفرادی منتقل و ۱۰۰ روز متوالی در اتاقی یک در دو متر نگهداری شدند. مسؤلان قضایی در این مدت اطلاع مشخصی دربارهٔ وضعیت آنها ندادند.
سازمان زندان‌ها هم اطلاعیه صادر کرد و آنها را به غوغاسالاری، امتیازطلبی، و جَوسازی تبلیغاتی در رسانه و فضای مجازی متهم کرد.
کسری نوری پس از خارج شدن از سلول انفرادی در نامه‌ای مشترک گفت؛ حاکمیت مانند کبک سر در برف فرو برده‌است و توهم ثبات و برقراری، توان شنیدن هشدارهای زمانه و صدای فروپاشی‌اش را از وی دریغ می‌دارد.
همچنین پس از ۱۰۰ روز تحمل انفرادی، بیش از یک سال دیگر کسری نوری و امیر نوری را در فضایی معروف به سوئیت با ابعادی نزدیک به دوازده متر نگهداری و از ارتباط با دیگر بازداشت شدگان منع شدند.

## آزادی

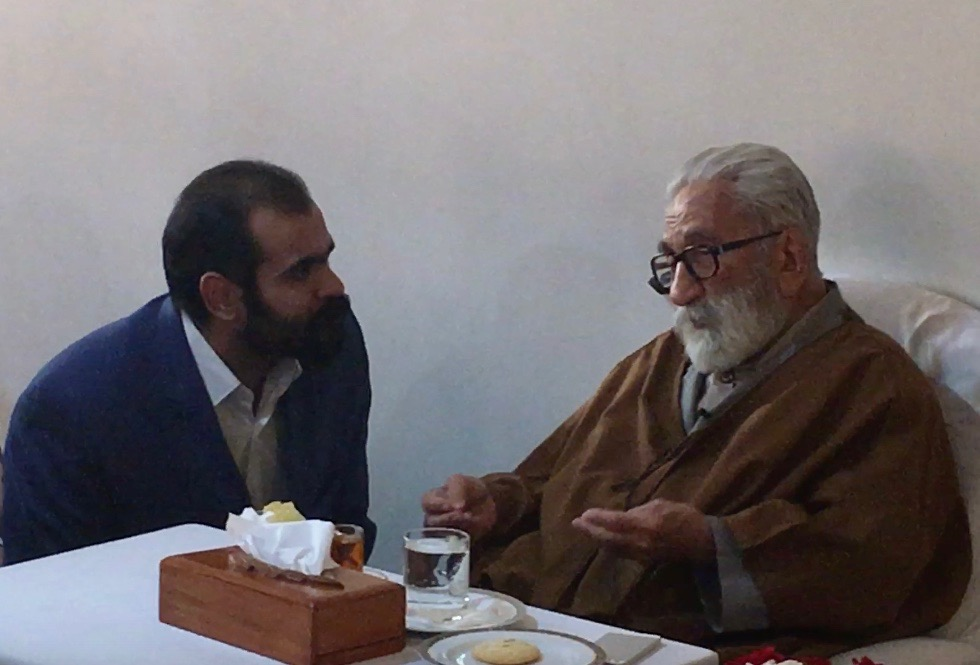
کسری نوری در منزل شخصی نورعلی تابنده بهمن‌ماه ۱۳۹۶ خ

۲۵ اسفند ۱۴۰۱ کسری نوری از زندان آزاد شد.
پوریا نوری با ابراز خوشحالی از اینکه او برای دهمین سال عید نوروز را در زندان نمی‌گذراند گفت: «نهاد امنیتی آزادی او را مشروط به عدم تجمع مقابل زندان عادل‌آباد کرده و فقط امکان حضور اعضای خانواده و وکیل مقابل زندان فراهم شد و دیدن لحظهٔ آزادی‌اش از کسانی که از شهرهای مختلف به شیراز آمده بودند دریغ شد».
در چند هفته پیش از آزادی کسری نوری، جمعی از دراویش گنابادی برای پیگیری آزادی کسری نوری به شیراز و مقابل دادستانی این شهر رفته بودند. مقامات امنیتی مانع از آزادی او می‌شدند. درنهایت دیوان عالی کشور و رسانه‌های حکومت ایران از رسیدگی خارج از نوبت به پروندهٔ او به دستور رئیس قوه قضائیه و فراهم کردن مقدمات آزادی خبر دادند.

### استقبال در فرودگاه
او دو روز پس از آزادی، در ۲۷ اسفند ۱۴۰۱ با هواپیما به تهران رفت و گروهی از دراویش گنابادی و فعالان سیاسی مدنی در فرودگاه مهرآباد به استقبال او رفتند. یکی از افرادی که به استقبال او رفته بود در فرودگاه بیانیه‌ای در همین رابطه خواند.
کسری نوری به مناسبت نوروز در بیانیه‌ای که یک هفته پس از آزادی در کانال تلگرامی‌اش منتشر کرد گفت: پیروزی در فراز نیست، در آینده نیست، خیال و آرزو نیست که مژدگانی بخواهد، پیروزی همین جاست، سعادت اینجاست و شما مردم همچون نی در آن می‌دمید، اگر نغمهٔ تلخ دارد روزی دیگر ترنم شادمانه خواهد نواخت.

## تبعید و ربودن

### سه روز آزار و اذیت و انتقال به اوین
کسری نوری که آذر ۱۳۹۸ از زندان فشافویه به زندان عادل آباد تبعید شده بود طبق دستوری محرمانه از این زندان به تهران منتقل و بالاخره پس از ۳ روز نگهداری در بدترین شرایط با دستبند و پابند و بدون رعایت پروتکل‌های بهداشتی در ۶ بهمن ۱۳۹۹ در زندان اوین پذیرش شد.
پیش از این گزارش شده بود که این زندانی به مکانی نامعلوم منتقل شده‌است. برادر او در یک رشته توییت آنچه در این سه روز بر سر او آمده را توضیح داد.

### تبعید دوباره به زندان عادل‌آباد
کسری نوری، در آستانه نوروز ۱۴۰۰ باردیگر از زندان اوین تهران به عادل‌آباد شیراز تبعید شد.
نرگس محمدی، فعال حقوق بشر ۳۰ اسفند ۱۳۹۹ دربارهٔ علت تبعید او به بی‌بی‌سی گفت: «کسری نوری را تهدید کردند که نباید این بیانیه و اعتصاب و اعتراض گسترده زندانیان سیاسی را راه‌اندازی کند، پس از آن درحالی‌که فقط دو ماه بود از زندان عادل آباد شیراز آورده بودندش دوباره ایشان رو تبعید کردند».
یک منبع مطلع هم به صدای آمریکا گفت، کسری نوری معتقد بود باید به «اتفاقاتی که در جامعه در حال رخ دادن است» واکنشی صورت بگیرد و به همین دلیل اعتصاب سه روزه را با انتشار بیانیه‌ای راه‌اندازی کرد و پیش از آغاز این واکنش جمعی، او را تهدید کردند که نباید این بیانیه منتشر شود و در نهایت هم نهادهای امنیتی همزمان با روز امضا و انتشار این بیانیه نوروزی وی را به یکباره و به شکلی غیرقانونی مجدداً به زندان عادل‌آباد شیراز منتقل کردند.

### ربودن و انتقال به بازداشتگاه اطلاعات شیراز
۵ شهریور ۱۴۰۱، خانواده کسری نوری از ربودن او از زندان عادل‌آباد و انتقالش به مکانی نامعلوم خبر دادند و ابراز نگرانی کردند. یک روز بعد، شکوفه یداللهی برای پیگیری وضعیت فرزندش به شیراز سفر کرد و پوریا نوری از بی‌خبری مطلق خانواده نسبت به وضعیت او خبر داد. امیر نوری هم در گفتگو با بی‌بی‌سی از جزئیات بیشتر ربودن او و این دور تازه از فشارها بر برادرش گفت.
کمپین توییتری در حمایت از کسری نوری به راه افتاد. مادر او گفت از مقابل زندان عادل‌آباد تکان نمی‌خورد تا پسرش را ملاقات کند، گفته شده بود او بعد ۴۸ ساعت قرار است به زندان بازگردد. همزمان این زندانی سیاسی در تماس کوتاهی با مادرش از انتقالش به بازداشتگاه اطلاعات شیراز خبر داد.
علت انتقال و بازجویی یک بیانیه‌ای مشترک میان کسری نوری، نرگس محمدی و کیوان صمیمی عنوان شد در حالی که چنین بیانیه‌ای منتشر نشده‌است.
مادر کسری نوری در یک پیام ویدیویی نسبت به اینکه او «تحت شکنجه و بازجویی قرار می‌گیرد» انتقاد کرد. او در این پیام گفت: «در نهایت یک روزی این ظلم به مردم تمام می‌شود؛ تاریخ را بخوانید. خشم و رنج ما وسیعتر از ظلم بی‌انتهای شما است. کسری را آزاد کنید.» شماری از دراویش گنابادی و همچنین تعدادی از زندانیان سیاسی در اوین و کیوان صمیمی، دیگر زندانی سیاسی در سمنان در نامه‌ای از زندان از او حمایت و نسبت به وضعیت او ابراز نگرانی کردند.
سازمان عفو بین‌الملل، کانون نویسندگان ایران، کمیسیون مذاهب دولت آمریکا و انجمن قلم استرالیا در پیام‌های جداگانه نسبت به وضعیت او ابراز نگرانی کردند و خواستار آزادی فوری کسری نوری شدند.
باگذشت یک هفته از ربودن کسری نوری و استمرار وضعیت نگران کنندهٔ او؛ برادرش در توییتی با اشاره به بیانیهٔ منتشر نشده گفت: مقامات دخیل در موضوع هر روز وعده می‌دهند فردا کسری به زندان برمی‌گردد و فشار و آزار روزهای اخیر خانواده و دوستان را به ستوه آورده‌است. وکیل کسری نوری از تشکیل پرونده برای او در دادسرای انقلاب شیراز به اتهام اقدام علیه امنیت کشور خبر داد و مصداق اتهام را یک بیانیهٔ منتشر نشده عنوان کرد.
۱۵ شهریور، برادر او در توییتی ضمن تشکر از کسانی پیگیر وضعیت کسری نوری بودند از بازگشتش به بند سیاسی این زندان پس از ده روز خبر داد

## اعتصاب غذای گستردهٔ ۱۴۰۰
کسری نوری و ۳۳ نفر از زندانیان سیاسی دیگر در زندان‌های اوین، فشافویه، عادل آباد در تاریخ ۲۹ اسفند ۱۳۹۹ اعلام کردند به یاد و احترام رنج‌های مشترکمان و در اعتراض به ظلم‌های ستمگران و به یاد گرسنگان وطن بر سفره نوروز، شروع سال ۱۴۰۰ خورشیدی را با اعتصاب غذا آغاز می‌کنند که تا سه روز ادامه خواهد داشت.

### پیام کسری نوری پس از تبعید
نوری پس از تبعید در آستانه سال نو از اوین به زندان عادل‌آباد در پیامی گفت اعتصاب غذای سه روزه خود و دیگر زندانیان سیاسی در زندان‌های مختلف ایران تلاشی برای «اعتراض به ستمگر» است.
نوری در پیام صوتی روز ۳۰ اسفند ۱۳۹۹ دربارهٔ تبعیدهای اخیر در زندان‌های ایران گفت: جابه‌جایی و آوارگی بین زندان‌ها و بندهای مختلف هیچ خوشایند نیست به لحاظ انسانی و حقوقی هم این جابه‌جایی‌ها توجیهی ندارد و قاعدتاً برای خانواده و دوستان سخت بود که شب عید متحمل نگرانی شدند اما این نگرانی‌ها و رنج‌ها در ذیل و پیوستگی رنج‌هایی باید خوانده شود که لحظه تحویل سال همه ما را غمبار و تلخ کرده‌است. غم بسیار مردمی که اسیر فقر، گرسنگی، آوارگی و حاشیه‌نشینی هستند و زیر بار سرکوب، خفقان و استبداد نفس می‌کشند.
او گفت: در لحظه عید یاد می‌کنم از نوید افکاری و بهنام محجوبی که داغشان تازه است و تازه می‌ماند مثل داغ همه عزیزانی که در راه آزادی و حقیقت جان دادند. یاد می‌کنم از سیستان و بلوچستان، کردستان، خوزستان و جای جای سراسر زخم ایران.
این زندانی سیاسی با اشاره به اعتصاب گسترده در زندان‌ها تأکید کرد با همین دغدغه‌ها از بامداد آغاز قرن دست به اعتصاب غذای سه روزه زده‌اند و اضافه کرد: «می‌دانم در برابر رنج‌های شما مردم هیچ چیزی نیست، اما کوشش و تلاشی است به این امید که زبانی باشد برای بیان همدردی و اعتراض به ستمگر، به این امید که آغازی باشد برای قدم‌های بزرگتر.»

## مخالفت با نظام جمهوری اسلامی
کسری نوری نظام سیاسی فعلی ایران را خود مصیبت و منشأ مصائب می‌داند که اتکای خود را نه بر پذیرش حقوق اساسی ملت و نهادهای دموکراتیک که بر خشونت و استبداد بنا نهاده‌است. او در پاییز و زمستان ۱۳۹۷ از زندان مجموعه مقالاتی با محور احراز حق تعیین سرنوشت و واقعیت ناکارآمدی منتشر کرده‌است.
مقالات: درد مشترک -
نترسیم تا به سرمان نیاید -
امید ناامیدی‌ها -
محور وفاداری -
بی قانونی -
حق تعیین سرنوشت -
بی دولتی
این فعال سیاسی در سالگرد اعتراضات دی ۱۳۹۶ در یادداشتی از زندان گفت آن اعتراضات آغازگر گذار نظام جمهوری اسلامی ایران از زوال به فروپاشی است. او شعار «اصلاح‌طلب اصولگرا دیگه تمومه ماجرا» را آغازِ مرحله‌ای نوین از مبارزات اجتماعی و سیاسی در تاریخ جمهوری اسلامی دانسته که نه بر نظم سیاسی مورد پسند حاکمیت، که بر پایه حق تعیین سرنوشت مردم توسط مردم است.
کسری نوری در اسفند ۱۳۹۹ یادداشت دیگری با عنوان پرسشی از سرنوشت منتشر کرد که برای گفتگو تا امکان و درک ضرورت همکاری برای تغییر وضع موجود نوشته شده‌است.

## لغو اخراج از دانشگاه تهران
۳ تیر ۱۴۰۰ گزارش‌هایی مبنی بر اخراج کسری نوری از دانشگاه تهران منتشر شد. فردای آن روز هم خانوادهٔ نوری حکم اخراج این دانشجوی زندانی را رسانه‌ای کردند که واکنش‌های زیادی را به دنبال داشت و نهایتاً به لغو حکم اخراج منجر شد.
بنابر گزارش‌ها نخستین حکم اخراج آبان ۱۳۹۹ صادر شد و پس از سه مرتبه بررسی مجدد در کمیسیون دانشگاه تهران سرانجام روز ۲۴ اسفند ۹۹ رئیس دانشگاه محمود نیلی احمدآبادی، شخصاً حکم اخراج این دانشجو را تأیید و اعلام کرده بود.
۶ تیر کاربران رسانه‌های اجتماعی کارزاری برای اعتراض به فشارها بر او به راه انداختند. در همین روز معاون دانشگاه تهران در گفتگو با ایسنا بدون نام بردن از کسری نوری علت اخراج او را «عدم مراجعه برای ثبت نام» عنوان کرد و گفت او باید مدرک زندانی بودن خود را ارائه دهد.
پس از آن ۳۴۵ دانشجوی دانشگاه تهران در نامه‌ای اخراج کسری نوری را اقدامی «حذف‌کننده و پلیسی و مطلقاً غیرقانونی» خواندند و خواستار لغو فوری حکم اخراج او شدند. شورای صنفی دانشجویان کشور هم از تشکیل کمیتهٔ پیگیری در این رابطه خبر داد.
معاون وزیر علوم دولت خاتمی در این رابطه گفت برای کسری نوری و غیبت بیش از یکسال وزارت علوم باید تصمیم می‌گیرد.
وکیل او در مصاحبه‌ای گفت اخراجش از دانشگاه تهران غیرقانونی‌ست و او با دانشگاه مکاتبه داشته و آنها از زندانی بودن کسری نوری با خبر بودند. تشکل‌های دانشجویی دیگر هم در بیانیه‌ای این اخراج را محکوم کردند.
با افزایش فشارها، کمیته پیگیری حق تحصیل کسری نوری از تشکیل جلسه با مسئولان دانشگاه و برگزاری کمیسیون اضطراری دربارهٔ وضعیت کسری نوری در روز ۱۳ تیر خبر داد.
۱۴ تیر، برادر کسری نوری با انتشار نامه‌ای خبر داد که حکم اخراج او از دانشگاه تهران لغو شده‌ و دانشگاه تهران در جلسهٔ اضطراری حکم محرومیت از تحصیل نوری را باطل کرده‌است. دانشگاه تهران هم دربارهٔ این لغو اخراج توضیحات خود را به ایلنا ارائه داد.

## برکناری رئیس دانشگاه پس از درخواست آزادی او
۲۹ شهریور ۱۴۰۰ محمود نیلی احمدآبادی رئیس وقت دانشگاه تهران در نامه‌ای به غلامحسین محسنی اژه‌ای خواستار آزادی کسری نوری شد.
درخواست آزادی برای کسری نوری به حملهٔ بسیج دانشگاه تهران همراه با برخی نهادی تندرو بیرون از دانشگاه منجر شد، وزارت علوم تحت فشار برای انتصاب سرپرست جدید قرار گرفت و نیلی احمدآبادی یک روز پس از کار برکنار شد.
محمدعلی زلفی‌گل، وزیر علوم و علی کریمی فیروزجایی، دبیر هیئت رئیسه مجلس برکناری را تکذیب کردند و زلفی‌گل گفت تغییر رئیس دانشگاه تهران هیچ ارتباطی به نامه نگاری در رابطه با کسری نوری به ریاست قوه قضاییه ندارد.
صادق زیباکلام، استاد علوم سیاسی، نحوهٔ برکناری را فضاحت بار توصیف کرد و گفت نامه به قوه قضائیه برای آزادی کسری نوری باعث غضب مسئولینی شد که در سخنرانی‌هایشان رأفت پیامبر و مدارای جعفر صادق با مخالفان را تذکر می‌دهند.

## اعتصاب غذا

### اعتصاب غذای ۹۱
نخستین بار ۲۷ دی‌ماه سال ۱۳۹۱ در اعتراض به بدرفتاری با هفت درویش زندانی به مدت ۹۰ روز دست به اعتصاب غذا زد و سرانجام پس از برآورده شدن خواسته‌اش که انتقال این هفت درویش از انفرادی به بند ۳۵۰ زندان اوین بود به اعتصاب غذای خود پایان داد.
اعتصاب غذای او موجب نگرانی‌های جهانی و انتشار نامه‌ها و بیانیه‌های بسیاری شد. آنا گومز عضو پارلمان اروپا در نامه‌ای به سفارت ایران در بلژیک و پرتغال و وزارت خارجه ایران خواستار فراهم کردن آزادی کسری نوری و دیگر دراویش زندانی شد.
وزارت خارجه آلمان در بیانیه‌ای نسبت به وضعیت کسری نوری ابراز نگرانی کرد و به بیهوشی وی در اعتصاب غذا پرداخت.
سازمان عفو بین‌الملل هم در بیانیه‌اش از انتقال نوری به بازداشتگاه پلاک صد شیراز، فشار بازجویان وزارت اطلاعات و ضرب و شتم وی برای پایان دادن به اعتصاب غذای خود گفته بود، همچنین سازمان حقوق بشری دیگر و زندانیان سیاسی اوین با ارسال نامه ابراز نگرانی کردند.
شیرین عبادی برنده جایزهٔ صلح نوبل نیز در نامه‌ای به احمد شهید نسبت به وضعیت دراویش زندانی ابراز نگرانی کرد و خواهان پیگیری حقوق اقلیتهای مذهبی در ایران شد.
او به همراه صالح مرادی، درویش گنابادی در تاریخ ۱ فروردین سال ۱۳۹۱ دست به اعتصاب غذای خشک زد.
کسری نوری در طی اعتصاب غذای طولانی مدت خود یکبار بیهوش شد. یکی دیگر از اتفاقات در اعتصاب؛ انتقالش به بازداشتگاه وزارت اطلاعات و اجبار وی برای آزادی موقت با سپردن وثیقه بود که نوری از این امر سرباز زد.
دراویش گنابادی در ایران نیز با تجمع‌های اعتراضی و انتشار نامه از بیش از ۲۰ استان کشور اعتراض و نگرانی خود را ابراز کردند.
پس از پایان اعتصاب غذا طولانی مدت کسری نوری؛ علی القاصی مهر، دادستان وقت شیراز در مصاحبهٔ از پیش تعیین شده گفته بود ما در شیراز و استان زندانی سیاسی نداریم و برخی از خانواده‌های زندانیان با هدایت عناصر ضدانقلاب داخلی یکسری مصاحبه‌هایی داشته و سعی دارند موضوع این دستگیری‌ها را سیاسی جلوه دهند.

### اعتصاب غذای ۹۲
کسری نوری دومین بار ۱۱ اسفند سال ۱۳۹۲ در اعتراض به وضعیت درمانی چند درویش زندانی دست به اعتصاب غذا زد. او ۳ روز پیش از اعتصاب غذای خود طی نامه‌ای سرگشاده با اشاره به وضعیت نامناسب چند درویش زندانی اعلام کرده بود: «از مسئولان می‌خواهم که از التهاب فضای جامعه بپرهیزند و بیش از این ظلم به دراویش را آشکار نسازند. اما در صورتی که تا پایان روز شنبه اقدامی برای درمان برادرانم صورت نگیرد، از سحر روز یکشنبه اعتصاب غذای اعتراضی خود را آغاز خواهم کرد.»
کسری نوری در اعتصاب غذای خود در اعتراض به تبعید دو درویش به زندان رجایی شهر نیز دست به اعتصاب ملاقات زد.
این اعتراض و اعتصاب کسری نوری با همراهی دیگر دراویش زندانی و بیش از دوهزار درویش گنابادی در سراسر کشور همراه شد و به تجمع و تحصن دو روزه دراویش نیز انجامید.
به گفتهٔ بی‌بی‌سی در دومین روز تحصن دراویش در مقابل دادستانی تهران، مأموران امنیتی به معترضان حمله کرده و تعدادی از آن‌ها را بازداشت کرده و شکوفه یداللهی مادر کسری نوری، از جمله بازداشت شدگان بوده‌است.
مادر کسری نوری شامگاه همان روز آزاد شد و اعتصاب غذای درویش‌های زندانی در ایران پس از گذشت سه هفته با اعزام سه درویش بیمار به مراکز درمانی به پایان رسید.

### اعتصاب غذای ۹۳
کسری نوری و هشت درویش زندانی محبوس در زندان اوین بار دیگر از تاریخ ۹ شهریور ۱۳۹۳ دست به اعتصاب غذا زدند و با صدور بیانیه‌ای گفتند تا «پاسخگویی صریح مقام‌های حکومتی دربارهٔ سال‌ها نقض حقوق دراویش و پایان دادن به دشمنی‌ها با اهل عرفان و تصوف» به اعتصاب غذای خود ادامه خواهند داد.
شکوفه یداللهی، مادر کسری نوری، پس از گذشت دو هفته اعتصاب غذا فرزندش و دیگر دراویش زندانی از مسئولان قضایی کشور خواست پاسخگوی این اعتراض باشند و به بی‌بی‌سی گفت؛ ما خواستار رسیدگی هرچه سریع تر به وضعیت زندانیان در بندمان هستیم، مسولان قضایی پاسخگو باشند.
دراویش گنابادی نیز برای حمایت از ۹ درویش زندانی طی یک هفته سه بار دست به تجمع زدند و در تجمع خونین ۳۰ شهریور ۱۳۹۳ مقابل دادستانی تهران جمع کثیری از دراویش مجروح شدند.
سازمان گزارشگران بدون مرز از خطر تهدید مرگ همکاران مجذوبان نور خبرداد و همچین سازمان عفو بین‌الملل بار دیگر خواستار آزادی این ۹ نفر شد.
پیش از ۱۰۰ فعال مدنی با انتشار نامه‌ای خواستار پایان اعتصاب غذای دراویش زندانی شدند، فائزه هاشمی، محمد نوری‌زاد و ابوالفضل قدیانی از امضا کنندگان این نامه بودند و شیرین عبادی نیز با انتشار نامه سرگشاده به بانکی مون به وضعیت دراویش زندانی پرداخت.
کسری نوری در زندان نظام شیراز و هشت درویش دیگر در زندان اوین تهران پس از ۳۴ روز اعتصاب غذا به اعتصاب غذای خود پایان دادند.

### اعتصاب غذای ۹۶
کسری نوری از تاریخ ۹ دی ۱۳۹۶ به علت بازداشت غیرقانونی خود توسط سپاه ثارالله در بیمارستان دی دست به اعتصاب غذا زد.
فردای آن روز گزارشگران بدون مرز بازداشت او را محکوم کرد و بی‌بی‌سی از اعتصاب غذای کسری نوری از لحظه بازداشت خبر داد.
نوری در شب ۱۹ دی ۱۳۹۶ پس از ده روز بازداشت و اعتصاب غذا از زندان رجایی‌شهر بی قید و شرط آزاد و به مقابل زندان اوین (محل تحصن دراویش معترض) منتقل شد.

## اتهامات و احکام صادره

### پرونده بیانیهٔ منتشر نشده
در شهریور ۱۴۰۱ پرونده‌ای معروف به بیانیهٔ منتشر نشده با اتهام اقدام علیه امنیت کشور در زندان برای او در دادگاه انقلاب شیراز تشکیل شد. مصداق اتهامی آن تدوین یک بیانیه از سوی کسری نوری و چند فعال سیاسی دیگر عنوان شد که هرگز منتشر نشده‌است.
اسفند ۱۴۰۱ در پی اختلاف میان دادگستری‌های استان تهران و فارس بر سر صلاحیت رسیدگی به پرونده کسری نوری، این پرونده به دیوان عالی کشور ارجاع شد.

### پرونده گلستان هفتم
شعبه ۲۶ دادگاه انقلاب تهران کسری نوری را به اتهام رهبری اعتراضات گلستان هفتم و مشارکت در اعتراضات دی ۱۳۹۶ به ۱۲ سال حبس تعزیری، ۷۴ ضربه شلاق، ۲ سال تبعید به ثلاث باباجانی، ۲ سال ممنوع‌الخروجی و ۲ سال محرومیت از عضویت در گروه‌ها و احزاب و فعالیت رسانه‌ای محکوم کرد. کسری نوری پیش از این با انتشار نامه‌ای از حضور در جلسه دادگاه امتناع کرده بود و این حکم به‌صورت غیابی صادر شد.
اسفند ۱۳۹۷ حکم قطعی ۱۲ سال حبس کسری نوری به او ابلاغ شد. او با غیرقانونی دانستن روند دادرسی در دادگاه‌های ایران و عدم حضور وکیل در جلسهٔ رسیدگی از تجدیدنظرخواهی هم امتناع کرده بود.

### پرونده مدیران مجذوبان نور
سال ۱۳۹۰، شعبه ۳ دادگاه انقلاب شیراز نوری را به علت فعالیت سیاسی، رسانه‌ای و پوشش اخبار دراویش در ایران به چهار سال و چهار ماه حبس تعزیری محکوم کرد. تبلیغ علیه نظام، اقدام علیه امنیت ملی، افشای اسرار ملی در مصاحبه‌ها از جمله اتهاماتش بود. وی در دادگاه عمومی شیراز هم به یکسال حبس تعلیقی محکوم شد.
در حکم صادره پیامد اقدامات او «ترویج بدعت در مسائل اعتقادی» و «ناامن کردن فضای جامعه و ترویج خرافات» و علت صدور حکم برای جلوگیری از «عواقب غیرقابل جبران در سطح جامعه به خصوص جوانان» بیان شد. این حکم که با حضور کسری نوری در دادگاه صادر شده بود در دادگاه تجدیدنظر استان هم تأیید شد.